# Parlament de Sri Lanka
El Parlament de la República Democràtica Socialista de Sri Lanka (en cingalès: ශ්‍රී ලංකා පාර්ලිමේන්තුව්තුව්තුවවී ලංකා පාර්ලිමේන්තුව්තුව්තුවවතුව්තුව්තුවව ලංකා පාර්ලිතුව්තුවවී நாடாளுமன்றம் Ilaṅkai nāṭāḷumaṉṟam) és el cos legislatiu suprem de Sri Lanka. Només posseeix la supremacia legislativa i, per tant, el poder últim sobre tots els altres cossos polítics de l'illa. Està inspirat en el parlament britànic.
Està format per 225 membres coneguts com a diputats. Els membres són elegits per representació proporcional per períodes de cinc anys, amb sufragi universal.
El president de Sri Lanka té el poder de convocar, suspendre, pròrroga o finalitzar una sessió legislativa i dissoldre el Parlament. El president només pot dissoldre el Parlament transcorreguts 2+1⁄2 anys o si ho sol·licita una majoria de 2⁄3 dels diputats. L'acció del president de suspendre o dissoldre el Parlament està subjecta a l'escrutini legal del Tribunal Suprem de Sri Lanka. Presideix el Parlament el president o, en la seva absència, el vicepresident i el president de les comissions o el vicepresident de les comissions.